# Румнев, Александр Александрович
Александр Александрович Румнев (настоящая фамилия Зякин, 1899—1965) — советский актёр театра и кино, мим, балетмейстер, педагог. Создал свою собственную «кинематографическую» форму пантомимы, так называемый кинотанец.

## Биография
Родился 24 января (5 февраля) 1899 года в Москве в семье служащего Московской городской управы Александра Павловича Зякина и его жены Юлии Васильевны, библиотекаря.
Одним из самых запоминающихся событий в жизни десятилетнего мальчика было открытие памятника Николаю Гоголю в Москве 26 апреля 1909 года. В этот же день в Малом театре состоялся юбилейный спектакль «Ревизор», ставший одним из первых театральных впечатлений Румнева. Но больше всего его потрясла игра Марии Ермоловой в спектакле «Побеждённый Рим». Одним из значительных театральных увлечений юного Румнева были постановки экспериментально-новаторского Свободного тетра, основанного в 1913 году Константином Марждановым и просуществовавшего лишь один сезон. Спектакль «Покрывало Пьеретты» в постановке Александра Таирова во многом определил его вкусы и приверженность к пантомиме, к условности в искусстве:

Актёры молчали, но по их движениям и жестам я понимал всё. Это было удивительно и ни на что не похоже. Они были человечны и ничуть не напоминали автоматов из балета. Они были людьми, но были лучше, чем в жизни: пластичнее, выразительнее, содержательнее. Их чувства захватывали меня, и в то же время я любовался ими. От начала и до конца.
В 1917 году Александр Румнев окончил с золотой медалью 8-ю Московскую мужскую гимназию. Учился на медицинском факультете Московского университета. Параллельно брал уроки художественной гимнастики у Людмилы Алексеевой, жеста у Сергея Волконского танца у Антонины Шаломытовой. В 1918—1919 годах работал экспедитором библиотечной секции издательства ВЦИК. В 1919 году поступил на балетное отделение театральной школы при Театре Художественно-просветительского союза рабочих организаций и одновременно в Государственный институт ритмического воспитания. Параллельно с учёбой работал инструктором художественной секции Московского губернского отдела народного образования.
В 1920—1933 годах — артист труппы Московского Камерного театра. С 1921 года выступал также с сольными программами, сочетая элементы модернизированного классического танца с пантомимой. С 1923 года ставил танцы в спектаклях Театра имени Вахтангова, Музыкального театра имени Станиславского и Немировича-Данченко, Оперного театра имени Станиславского.
В 1934–1936 годах – артист и художественный руководитель театра БАМЛАГа в Свободном Дальневосточного края. В 1936–1937 годах – артист и режиссёр Владивостокского драматического театра имени М. Горького. В 1937–1938 годах – артист и балетмейстер Куйбышевского театра драмы имени М. Горького.
С июня 1938 года по июнь 1939 года содержался в тюрьме НКВД СССР по Куйбышевской области. Уголовное дело прекращено за недоказанностью обвинения.
В 1939—1940 годах — артист и балетмейстер Московского театра эстрады и миниатюр. В 1940—1941 годах — артист и преподаватель танцев на киностудии «Мосфильм». В 1941—1944 годах — артист ЦОКС в Алма-Ате, в 1944–1945 годах – снова на «Мосфильме».
В 1944–1965 годах – заведующий кафедрой пантомимы Всесоюзного государственного институте кинематографии. С 1951 года – доцент.
В 1962—1964 годах руководил организованным им Экспериментальным театром-студией пантомимы ЭКСТЕМИМ.
Умер 12 октября 1965 года в Москве, похоронен на Ваганьковском кладбище (8-й участок).
Сестра — Надежда Александровна Волк-Левонович (урождённая Зякина, 1882—1978), актриса.
В РГАЛИ хранятся материалы личного архива Александра Румнева, в том числе воспоминания, которые до сих пор не опубликованы полностью.

## Фильмография

### Актёр
- 1941 — Мечта — танцующий в ресторане
- 1941 — Боевой киносборник № 6 — фельдфебель
- 1942 — Котовский — офицер / певец в ресторане
- 1942 — Парень из нашего города — переводчик
- 1942 — Убийцы выходят на дорогу — Герберт Рэм
- 1942 — Актриса — артист оперетты
- 1943 — Воздушный извозчик — артист
- 1943 — Во имя Родины — Розенберг, капитан, адъютант генерала
- 1944 — Иван Грозный — иностранный посол
- 1946 — Сын полка — эсэсовец
- 1947 — Золушка — маркиз Па-де-труа
- 1951 — Незабываемый 1919 год — гость Буткевичей
- 1954 — Анна на шее — распорядитель на балу
- 1959 — Загадка Н. Ф. И.

### Хореограф и балетмейстер
- 1942 — Актриса
- 1947 — Золушка
- 1956 — На подмостках сцены

### Озвучивание мультфильмов
- 1954 — Царевна-лягушка — Кащей Бессмертный